# الصحابة

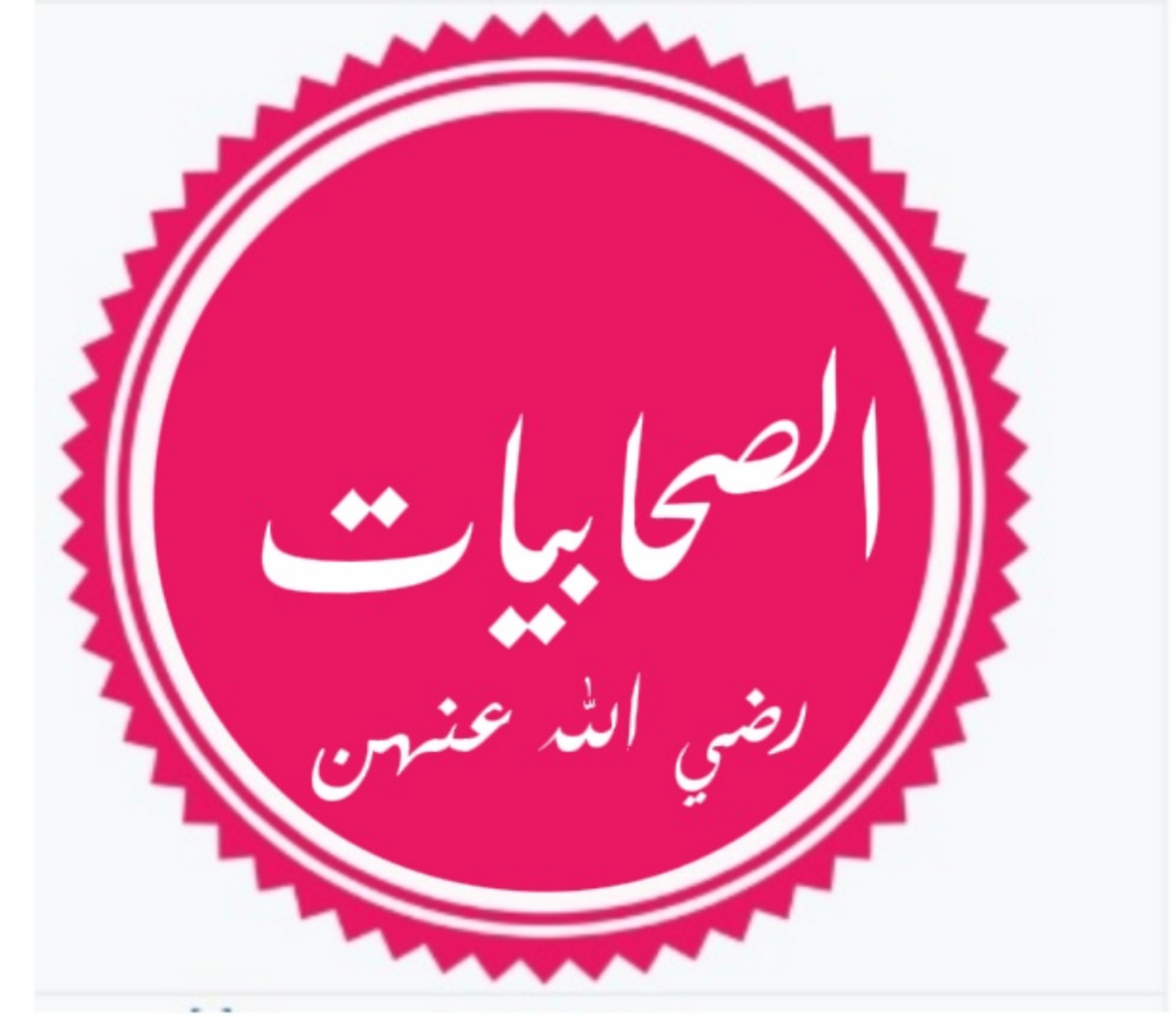
الصحابيات

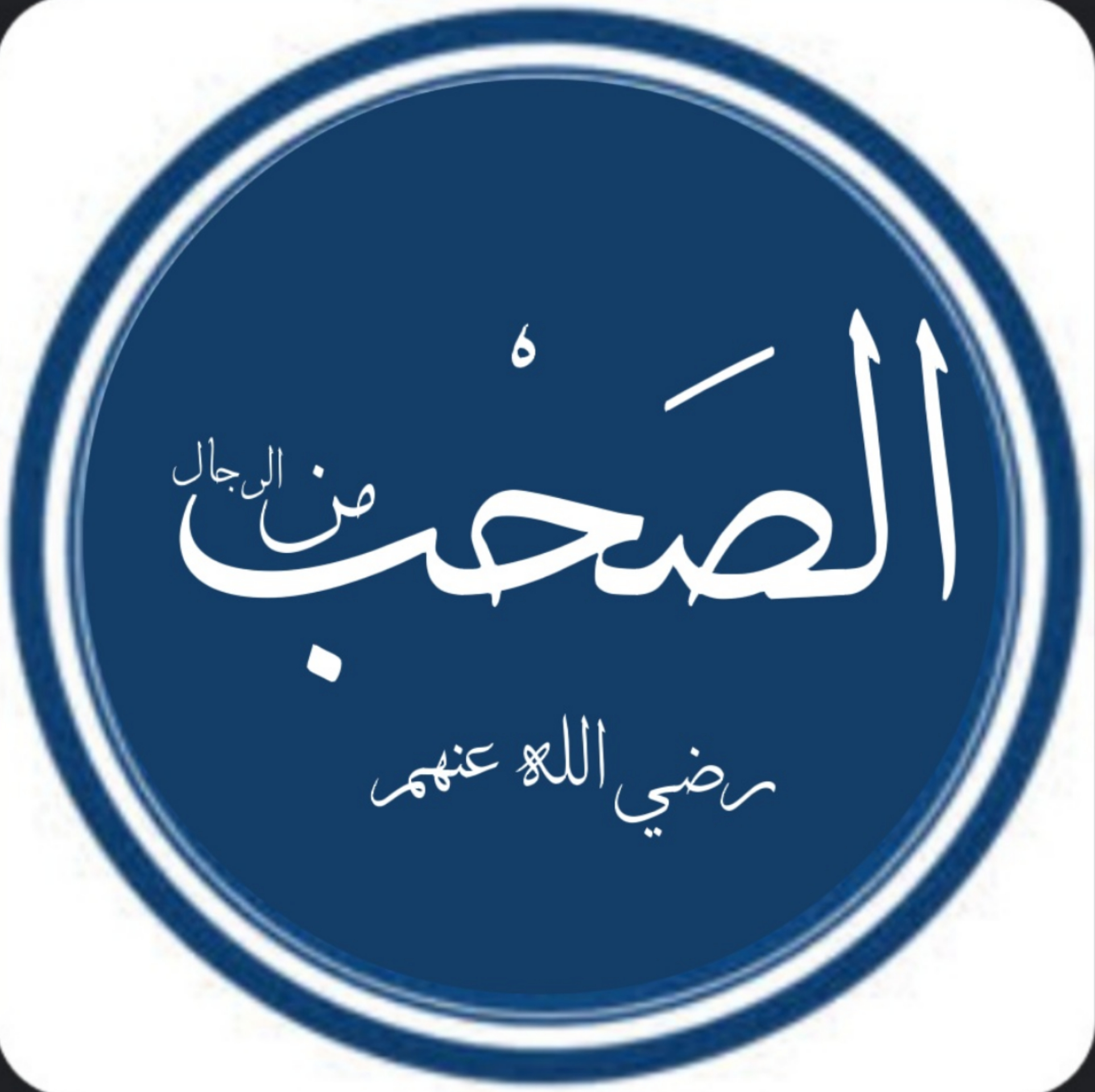
الصحب من الرجال

الصَّحَابِيّ (الجمع: الصَّحَابَة) هو مصطلح إسلامي يُطلقُ على كُلّ من لقي النبي محمد وأسلم وبقي على الإسلام حتى مات. كما أنه قد يُقصَد بالصحابة حملة رسالة الإسلام الأولين، وأنصار النبي محمد بن عبد الله المدافعين عنه، والذين صحبوه وآمنوا بدعوته وماتوا على ذلك. رافق الصحابة رسول الله محمد بن عبد الله في أغلب فترات حياته بعد الدعوة، وساعدوه على إيصال رسالة الإسلام ودافعوا عنه في مرات عدة. وبعد وفاة رسول الله محمد بن عبد الله تولى الصحابة الخلافة في الفترة التي عرفت بعهد الخلفاء الراشدين، وتفرقوا في الأمصار لنشر تعاليم الإسلام والجهاد وفتح المدن والدول. وقاد الصحابة العديد من المعارك الإسلامية في بلاد الشام وفارس ومصر وخراسان والهند وبلاد ما وراء النهر.

## التعريف
الصحبة في اللغة الملازمة والمرافقة والمعاشرة. يقالُ: صحبه يصحبه صحبةً، وصاحبه بالفتح وبالكسر عاشره ورافقه ولازمه. وفي حديث قيلة العنبرية: «خرجت أبتغي الصحابة إلى رسول الله ﷺ ». والصَّاحِب يُطلق أيضاً على المرافق ومالك الشيء والقائم على الشيء، ويطلق على من اعتنق مذهباً أو رأياً فيقال أصحاب أبي حنيفة وأصحاب الشافعي. وعند التأنيث، الصَّاحِبَة هي الزوجة. ذُكِرَ في القرآن: ﴿وَأَنَّهُ تَعَالَى جَدُّ رَبِّنَا مَا اتَّخَذَ صَاحِبَةً وَلَا وَلَدًا ۝٣﴾ [الجن:3].
يختلف التعريف الاصطلاحي لدى الأصوليين عن المُحدّثين في مُدّة مُلازمة الشخص للنبي حتى يُعدُّ صحابياً. فتعريف الصحابي عند الأصوليين هو: «كل من لقي الرسول مؤمناً به ولازمه زمناً طويلاً». أما عند المحدثين: «كل من لقيه مسلماً ومات على إسلامه سواء طالت صحبته أم لم تطُل» ، قال ابن حجر في الإصابة : "‌وأصحّ ‌ما ‌وقفت ‌عليه ‌من ‌ذلك أن الصحابيّ من لقي النبيّ ﷺ مؤمنا به، ومات على الإسلام، فيدخل فيمن لقيه من طالت مجالسته له أو قصرت، ومن روى عنه أو لم يرو، ومن غزا معه أو لم يغز، ومن رآه رؤية ولو لم يجالسه، ومن لم يره لعارض كالعمى".

## مصطلح "الصحابة" في الإسلام
أول من أطلق على الصحابة هذه التسمية هو النبي ﷺ، كما في الحديث المروي عن أبي هريرة : "أن رسول الله صلى الله عليه وسلم خرج إلى المقبرة، فقال: السلام عليكم دار قوم مؤمنين، وإنا بكم إن شاء الله لاحقون، وددت أني قد رأيت إخواننا، قالوا: يا رسول الله، ألسنا بإخوانك؟ قال: بل أنتم أصحابي، وإخواننا الذين لم يأتوا بعد، وأنا فرطهم على الحوض"، وهذه التسمية تتوافق مع قول الله تعالى حكاية عن حادثة الهجرة : "إِلَاّ تَنْصُرُوهُ فَقَدْ نَصَرَهُ اللَّهُ إِذْ أَخْرَجَهُ الَّذِينَ كَفَرُوا ثانِيَ اثْنَيْنِ إِذْ هُما فِي الْغارِ إِذْ يَقُولُ لِصاحِبِهِ ‌لا ‌تَحْزَنْ ‌إِنَّ ‌اللَّهَ ‌مَعَنا" ، ويبدوا أن المصطلح السائد في المدينة قبل تعريف النبي هو مصطلح "الأخوة" إذ أن المؤاخاة كانت من أوائل الأعمال التي قام بها النبي صلى الله عليه وسلم أول قدومه المدينة، وفي رواية أبي هريرة رضي الله عنه للحديث إشارة أيضاً إلى تأخر اطلاق مصطلح "الصحابة" لكونه رضي الله عنه لم يسلم الا في السنة السابعة للهجرة.

### الإدراك والرؤية والصحبة
سئل الألباني "من حيث الحكم بصحبة الراوي أنه صحابي أم لا؟ يقولون فلان له إدراك وفلان له رؤية وفلان صحابي صغير أريد منكم بارك الله فيكم الفروق الواضحة بين هذا من حيث الحكم بالصحبة وربما الأخير الصحابي الصغير قد يظهر فيه الصحبة لكن له إدراك وله رؤية ؟" فقال "طبعا الإدراك والرؤية أقل إفادة من قولهم له صحبة لأنه الصحبة كما لا يخفاكم يلاحظ فيها المعنى اللغوي ولو في حدود ضيقة أما له إدراك وله رؤية فذلك لا يستلزم فقد يكون رآه وهو طفل صغير وأدرك الرسول عليه السلام وهو كذلك لكن لا ينسحب عليه معنى الصحبة مهما ضيقت دائرتها مهما ضيقت دائرتها ولذلك فمن قيل فيه بأنه له صحبة يعني أقرب إلى أن يحشر في الصحابة ولا يحشر ممن قيل فيه له رؤية أو له إدراك".

## شرف الصحبة
قال ابن العربي : وشرف الصحبة في أبواب أمهاتِها ست:
(الأولى): في الخلطة، وما ظنك بدرجة صاحبك فيها الله ، والنبي ﷺ، وذلك بالإتباع والإيمان.
(الثانية): بالهجرة، وقد ذكر الله فضلها وأثنى عليها، وذلك مشهور، ومن ترك أهله وولده وماله في الله، فذلك ولي الله، وثاني رسول الله.
(الثالثة): بالنصرة، لقوله ﷺ : لولا الهجرة لكنت امرءاً من الأنصار، وقوله: "اللهم اغفر للأنصار ولأبنائهم وأبناء أبنائهم ولنسائهم".
(الرابعة) القرابة: قال الله تعالى [قُلْ لا أَسْأَلُكُمْ عَلَيْهِ أَجْراً إِلَّا الْمَوَدَّةَ فِي الْقُرْبَى] قال ابن عباس: يعني: قريشاً، وهم بنو النضر، وقال أبو بكر الصديق في الصحيح: والذي نفسي بيده لقرابة رسول الله صلى الله عليه وسلم أحب إلي أن أصل من قرابتي. وقال أبو بكر: ارقبوا محمداً في أهل بيته " وهم آل علي وأزواجه صلى الله عليه وسلم ".
(الخامسة) البدرية: لقوله في أهل بدر (اعملوا ما شئتم فقد غفرت لكم).
(السادسة) الرضوانية: لما قال الله فيهم [لَقَدْ رَضِيَ اللَّهُ عَنِ الْمُؤْمِنِينَ إِذْ يُبَايِعُونَكَ تَحْتَ الشَّجَرَةِ]
(السابعة) الزوجية: لأن مبرتهم والإحسان إليهم، كالإحسان إلى النبي صلى الله عليه وسلم وكمبرته. قال تعالى [وَمَا كَانَ لَكُمْ أَنْ تُؤْذُوا رَسُولَ اللَّهِ وَلا أَنْ تَنْكِحُوا أَزْوَاجَهُ مِنْ بَعْدِهِ].

## التصانيف
يقسم التاريخ الإسلامي الصحابة الذين عاصروا النبي إلى نوعين:
- المهاجرون: وهم أصحاب النبي محمد ﷺ الذين آمنوا بدعوته منذ البداية، وهاجروا معه من مكة إلى يثرب التي سميت لاحقا بالمدينة المنورة ، وهؤلاء كانوا في طليعة من تحملوا مشاق الهجرة والصعوبات التي صاحبت بداية الدعوة الإسلامية في الفترة المكية.
- الأنصار: وهم الذين نصروا النبي محمد ﷺ من أهل المدينة المنورة وأوو إخوانهم المهاجرين.[7][8]

ومن هؤلاء الصحابة، مجموعات خاصة لهم مكانتهم المميزة عن غيرهم من سائر الصحابة كالخلفاء الأربعة والعشرة المبشرين بالجنة وأصحاب الشجرة من أهل بيعة الرضوان، و«البدريون» وهم الذين شاركوا في معركة بدر الشهيرة من المهاجرين والأنصار ، ويرى المسلمون أن جميع هؤلاء يتمتعون بمكانة خاصة نظرًا لدورهم البارز في نصرة النبي ﷺ ومساندتهم له في كافة المواقف التي كانت نقاط تحول في تاريخ الدعوة الإسلامية.
وأشهر تصنيف للصحابة هو ما ذكره الحاكم النيسابوري: أنهم اثنتا عشرة طبقة، وهم السابقون إلى الإسلام بمكة كالخلفاء الراشدين الأربعة، والذين أسلموا قبل حصار النبي صلى الله عليه وسلم في الشعب ، ومهاجرة الحبشة، وأصحاب بيعة العقبة الأولى والثانية وجميعهم من الأنصار، وأوائل المهاجرين الذين وصلوا إلى النبي ﷺ بقباء قبل أن يدخل المدينة، وأهل بدر، والذين هاجروا بين بدر والحديبية، وأهل بيعة الرضوان في الحديبية، ومن هاجر بين الحديبية وفتح مكة، كخالد بن الوليد، وعمرو بن العاص، وأبي هريرة، ومسلمة الفتح الذين أسلموا في فتح مكة، والصبيان الذين رأوا النبي صلى الله عليه وسلم يوم الفتح وفي حجة الوداع وغيرها.
ولا يمكن القطع بعدد الصحابة  بين كتب السيرة النبوية وذلك لتفرقهم في البلدان والقرى والبوادي. تم ذكر أسماء الصحابة في العديد من المدونات الإسلامية منها «كتاب الطبقات الكبير» لمحمد بن سعد، وكتاب «أسد الغابة في معرفة الصحابة» لابن الأثير، وكتاب «الإصابة في تمييز الصحابة» لابن حجر العسقلاني، وفي كتاب «الاستيعاب في معرفة الأصحاب» لحافظ القرطبي، والذي ذكر فيه تاريخ 2770 صحابي و381 صحابية. وبحسب ما ذكر في كتاب «المواهب اللدنية بالمنح المحمدية»، لشهاب الدين القسطلاني، كان هناك حوالي عشرة آلاف صحابي حين فتحت مكة، و70 ألفا في معركة تبوك عام 630م، وكان هناك 124000 صحابي حضروا حجة الوداع.

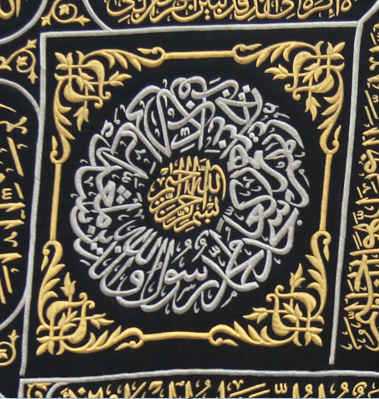
جزء من آية رقم (٢٩) سورة الفتح على ستارة باب الكعبة المشرفة ﴿ محمد رسول الله والذين معه ﴾

## فضل الصحابة في القرآن الكريم
وقد ورد في فضلهم عدة آيات قرآنية، منها:
- قوله تعالى: ﴿وَالسَّابِقُونَ الْأَوَّلُونَ مِنَ الْمُهَاجِرِينَ وَالْأَنْصَارِ وَالَّذِينَ اتَّبَعُوهُمْ بِإِحْسَانٍ رَضِيَ اللَّهُ عَنْهُمْ وَرَضُوا عَنْهُ وَأَعَدَّ لَهُمْ جَنَّاتٍ تَجْرِي تَحْتَهَا الْأَنْهَارُ خَالِدِينَ فِيهَا أَبَدًا ذَلِكَ الْفَوْزُ الْعَظِيمُ ۝١٠٠﴾ [التوبة:100].[17]
- وقال تعالى: ﴿لَقَدْ تَابَ اللَّهُ عَلَى النَّبِيِّ وَالْمُهَاجِرِينَ وَالْأَنْصَارِ الَّذِينَ اتَّبَعُوهُ فِي سَاعَةِ الْعُسْرَةِ مِنْ بَعْدِ مَا كَادَ يَزِيغُ قُلُوبُ فَرِيقٍ مِنْهُمْ ثُمَّ تَابَ عَلَيْهِمْ إِنَّهُ بِهِمْ رَءُوفٌ رَحِيمٌ ۝١١٧﴾ [التوبة:117].[18]
- وقال تعالى: ﴿وَالَّذِينَ آمَنُوا وَهَاجَرُوا وَجَاهَدُوا فِي سَبِيلِ اللَّهِ وَالَّذِينَ آوَوْا وَنَصَرُوا أُولَئِكَ هُمُ الْمُؤْمِنُونَ حَقًّا لَهُمْ مَغْفِرَةٌ وَرِزْقٌ كَرِيمٌ ۝٧٤﴾ [الأنفال:74].[19]
- وقال تعالى: ﴿لَقَدْ رَضِيَ اللَّهُ عَنِ الْمُؤْمِنِينَ إِذْ يُبَايِعُونَكَ تَحْتَ الشَّجَرَةِ فَعَلِمَ مَا فِي قُلُوبِهِمْ فَأَنْزَلَ السَّكِينَةَ عَلَيْهِمْ وَأَثَابَهُمْ فَتْحًا قَرِيبًا ۝١٨﴾ [الفتح:18].[20]
- وقال تعالى: ﴿مُحَمَّدٌ رَسُولُ اللَّهِ وَالَّذِينَ مَعَهُ أَشِدَّاءُ عَلَى الْكُفَّارِ رُحَمَاءُ بَيْنَهُمْ تَرَاهُمْ رُكَّعًا سُجَّدًا يَبْتَغُونَ فَضْلًا مِنَ اللَّهِ وَرِضْوَانًا سِيمَاهُمْ فِي وُجُوهِهِمْ مِنْ أَثَرِ السُّجُودِ ذَلِكَ مَثَلُهُمْ فِي التَّوْرَاةِ وَمَثَلُهُمْ فِي الْإِنْجِيلِ كَزَرْعٍ أَخْرَجَ شَطْأَهُ فَآزَرَهُ فَاسْتَغْلَظَ فَاسْتَوَى عَلَى سُوقِهِ يُعْجِبُ الزُّرَّاعَ لِيَغِيظَ بِهِمُ الْكُفَّارَ وَعَدَ اللَّهُ الَّذِينَ آمَنُوا وَعَمِلُوا الصَّالِحَاتِ مِنْهُمْ مَغْفِرَةً وَأَجْرًا عَظِيمًا ۝٢٩﴾ [الفتح:29].[21]

## فضل الصحابة في السنة النبوية
ومما جاء في السنة النبوية:
| « النُّجُومُ أَمَنَةٌ لِلسَّمَاءِ،فَإِذَا ذَهَبَتِ النُّجُومُ أَتَى السَّمَاءَ مَا تُوعَدُ، وَأَنَـا أَمَنَـةٌ لِأَصْحَـابِي، فَـإِذَا ذَهَبْـتُ أَتَى أَصْحَـابِي مَـا يُـوعَـدُونَ، وَأَصْحَابِي أَمَنَةٌ لِأُمَّتِي، فَإِذَا ذَهَبَ أَصْحَابِي أَتَى أُمَّتِي مَا يُوعَدُونَ » |
| —محمد بن عبد الله |

- عن أبي هريرة  قال: قال رسول الله ﷺ: «لا تسبوا أصحابي لا تسبوا أصحابي فوالذي نفسي بيده لو أن أحدكم أنفق مثل أحد ذهبا ما أدرك مد أحدهم ولا نصيفه».[23]

قال البيضاوي: «معنى الحديث لا ينال أحدكم بإنفاق مثل أحد ذهبا من الفضل والأجر ما ينال أحدهم بإنفاق مد طعام أو نصيفه، وسبب التفاوت ما يقارن الأفضل من مزيد الإخلاص، وصدق النية مع ما كانوا من القلة، وكثرة الحاجة والضرورة، وقيل السبب فيه أن تلك النفقة أثمرت في فتح الإسلام، وإعلاء كلمة الله ما لا يثمر غيرها، وكذلك الجهاد بالنفوس لا يصل المتأخرون فيه إلى فضل المتقدمين لقلة عدد المتقدمين، وقلة أنصارهم فكان جهادهم أفضل، ولأن بذل النفس مع النصرة، ورجاء الحياة ليس كبذلها مع عدمها».

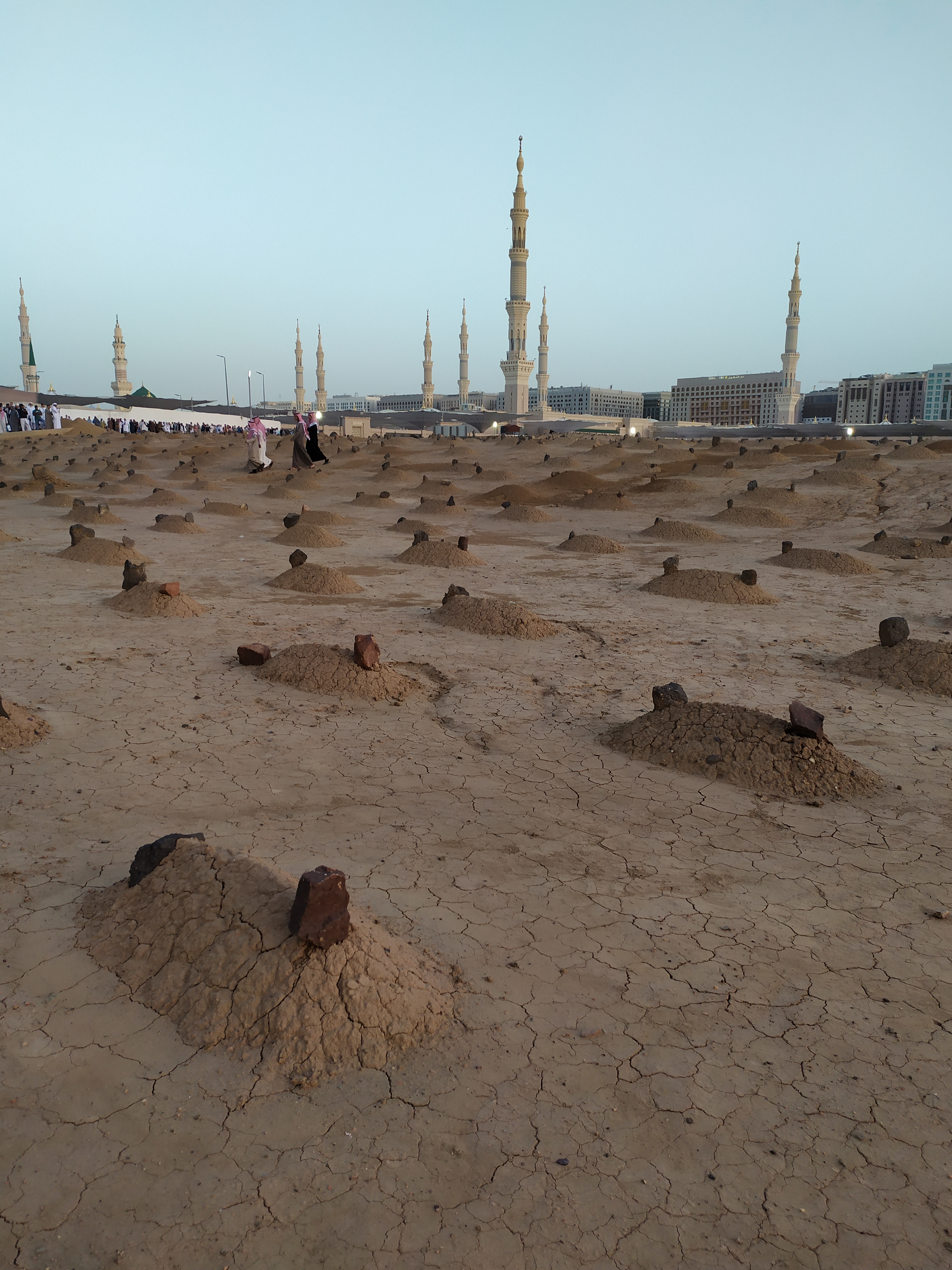
مقبرة البقيع بجوار المسجد النبوي في المدينة المنورة، تضم عدد كبير من قبور الصحابة

- مقبرة البقيع بجوار المسجد النبوي في المدينة المنورة، تضم عدد كبير من قبور الصحابة عن عبد الله بن مسعود عن النبي ﷺ أنه قال: «خير الناس قرني ثم الذين يلونهم ثم الذين يلونهم».
- عن أبي موسى الأشعري  قال: قال رسول الله ﷺ: «النجوم أمنة للسماء فإذا ذهبت النجوم أتى السماء ما توعد، وأنا أمنة لأصحابي فإذا ذهبت أتى أصحابي ما يوعدون، وأصحابي أمنة لأمتي فإذا ذهب أصحابي أتى أمتي ما يوعدون».[24]

## الصحابة في التاريخ
الصحابة مصطلح تاريخي يُطلق على من آمن بدعوة الرسول محمد بن عبد الله ورآه ومات على إيمانه. والصحبة في اللغة هي الملازمة والمرافقة والمعاشرة.
وقد رافق الصحابة الرسول محمد بن عبد الله في أغلب فترات حياته بعد الدعوة، وساعد بعضهم على إيصال رسالة الإسلام ودافعوا عنه في مرات عدة. وبعد وفاته قام الصحابة بتولي الخلافة في الفترة التي عرفت بعهد الخلفاء الراشدين أبو بكر وعمر وعثمان وعلي، وتلاهم صحابي أموي واحد هو معاوية بن أبي سفيان. وتفرق الصحابة في البلدان التي تم فتحها. وقاد الصحابة العديد من الفتوحات الإسلامية في بلاد الشام وفارس ومصر وخراسان والهند وبلاد ما وراء النهر.

## الصحابة في الإسلام

### الصحابة لدى أهل السنة
هم الذين عرفوا من أحوال رسول الله محمد بن عبد الله، ما جعلهم يهرعون إليه، ويضعون مقاليدهم بين يديه، ينغمسون في فيضه الذي بهر منهم الأبصار وأزال عنهم الأكدار، وصيرهم أهلاً لمجالسته ومحادثته ومرافقته ومخالطته، حتى آثروه على أنفسهم وأموالهم وأزواجهم وأولادهم، وبلغ من محبتهم له وإيثارهم، الموت في سبيل دعوته للإسلام، أن هان عليهم اقتحام المنية، كراهة أن يجدوه في موقف مؤذ أو كربة يغض من قدره.
- وإن الله ذكرهم في القرآن تحديدا سورة الفتح فقال: ﴿مُحَمَّدٌ رَسُولُ اللَّهِ وَالَّذِينَ مَعَهُ أَشِدَّاءُ عَلَى الْكُفَّارِ رُحَمَاءُ بَيْنَهُمْ تَرَاهُمْ رُكَّعًا سُجَّدًا يَبْتَغُونَ فَضْلًا مِنَ اللَّهِ وَرِضْوَانًا سِيمَاهُمْ فِي وُجُوهِهِمْ مِنْ أَثَرِ السُّجُودِ ذَلِكَ مَثَلُهُمْ فِي التَّوْرَاةِ وَمَثَلُهُمْ فِي الْإِنْجِيلِ كَزَرْعٍ أَخْرَجَ شَطْأَهُ فَآزَرَهُ فَاسْتَغْلَظَ فَاسْتَوَى عَلَى سُوقِهِ يُعْجِبُ الزُّرَّاعَ لِيَغِيظَ بِهِمُ الْكُفَّارَ وَعَدَ اللَّهُ الَّذِينَ آمَنُوا وَعَمِلُوا الصَّالِحَاتِ مِنْهُمْ مَغْفِرَةً وَأَجْرًا عَظِيمًا ۝٢٩﴾ [الفتح:29].[26]
- وذكر القرآن: ﴿وَالسَّابِقُونَ السَّابِقُونَ ۝١٠ أُولَئِكَ الْمُقَرَّبُونَ ۝١١ فِي جَنَّاتِ النَّعِيمِ ۝١٢ ثُلَّةٌ مِنَ الْأَوَّلِينَ ۝١٣ وَقَلِيلٌ مِنَ الْآخِرِينَ ۝١٤﴾ [الواقعة:10–14].[27]
- ثم ذكر القرآن في سورة الواقعة أيضا: ﴿إِنَّا أَنْشَأْنَاهُنَّ إِنْشَاءً ۝٣٥ فَجَعَلْنَاهُنَّ أَبْكَارًا ۝٣٦ عُرُبًا أَتْرَابًا ۝٣٧ لِأَصْحَابِ الْيَمِينِ ۝٣٨ ثُلَّةٌ مِنَ الْأَوَّلِينَ ۝٣٩ وَثُلَّةٌ مِنَ الْآخِرِينَ ۝٤٠﴾ [الواقعة:35–40].[28]

ويتضح من الآيات السابقة، وما يجري في فلكها، أن الصحابة درجات بعضها فوق بعض، فالسابقون الأولون الذين أسلموا وجوههم إلى الله، ولبوا مناديه إلى الإيمان، وكل من على سطح هذه المعمورة مخالف لهم هم كبار الصحابة الذين اصطنعهم سيدهم بنفسه، ورباهم تحت سمعه وبصره عبر ثلاث عشرة سنة قضاها رسول الله محمد بن عبد الله في مكة، وقال فيهم ورحى الحرب دائرة في بدر (اللهم إن تهلك هذه العصابة لا تُعبد في الأرض).
وقال كذلك: «الله الله في أصحابي، فلوأن أحدكم تصدق بمثل أحد ذهباً ما ساوى مده ولا نصيفه».
يلي هؤلاء السابقين من المهاجرين، السابقون من الأنصار وهم الذين بايعوا رسول الله محمد بن عبد الله بيعة العقبة على أن يمنعوه من الأسود والأحمر.
وجاء في القرآن: ﴿وَالسَّابِقُونَ الْأَوَّلُونَ مِنَ الْمُهَاجِرِينَ وَالْأَنْصَارِ وَالَّذِينَ اتَّبَعُوهُمْ بِإِحْسَانٍ رَضِيَ اللَّهُ عَنْهُمْ وَرَضُوا عَنْهُ وَأَعَدَّ لَهُمْ جَنَّاتٍ تَجْرِي تَحْتَهَا الْأَنْهَارُ خَالِدِينَ فِيهَا أَبَدًا ذَلِكَ الْفَوْزُ الْعَظِيمُ ۝١٠٠﴾ [التوبة:100].
وما سوى الصحابة الكبار طبقات بعضها أفضل من بعض، فالذين أنفقوا من قبل الفتح وقاتلوا أفضل من الذين أنفقوا من بعد وقاتلوا، يقول القرآن ﴿وَمَا لَكُمْ أَلَّا تُنْفِقُوا فِي سَبِيلِ اللَّهِ وَلِلَّهِ مِيرَاثُ السَّمَاوَاتِ وَالْأَرْضِ لَا يَسْتَوِي مِنْكُمْ مَنْ أَنْفَقَ مِنْ قَبْلِ الْفَتْحِ وَقَاتَلَ أُولَئِكَ أَعْظَمُ دَرَجَةً مِنَ الَّذِينَ أَنْفَقُوا مِنْ بَعْدُ وَقَاتَلُوا وَكُلًّا وَعَدَ اللَّهُ الْحُسْنَى وَاللَّهُ بِمَا تَعْمَلُونَ خَبِيرٌ ۝١٠﴾ [الحديد:10].
وواضح من الآية السابقة وما يشبهها أن الله قد جعل لأصحاب النبي محمد مقياساً تقاس به أقدارهم وميزانا توزن به منازلهم ومراتبهم، فالسابقون الأولون من المهاجرين هم الكبار الذين لا يسمو إليهم غيرهم، ومن عداهم من الصحابة الكرام متفاوتون تبعاً لأعمالهم في نصرة الإسلام، وجهادهم تحت ألويته وراياته، فأفضلهم الذين شهدوا بدراً ودافعوا عن النبي محمد ودينه فيها. ويليهم من شهد غزوة أحد وهكذا حتى غزوة تبوك.
وقال عبد الله بن عمر  : " من كان منكم مستنا فليستن بمن قد مات ؛ فإن الحي لا تؤمن عليه الفتنة ؛ أولئك أصحاب محمد ﷺ كانوا أفضل هذه الأمة ؛ أبرها قلوبا وأعمقها علما وأقلها تكلفا ، قوم اختارهم الله لصحبة نبيه وإقامة دينه ، فاعرفوا لهم فضلهم واتبعوهم في آثارهم ، وتمسكوا بما استطعتم من أخلاقهم ودينهم ، فإنهم كانوا على الهدى المستقيم".
| قُل إِنَّ خَيرَ الأَنبياءِ مُحَمَّدٌوَأَجَلَّ مَن يَمْشي عَلى الكُثْبانِوَأَجَلَّ صَحْبِ الرُسْلِ صَحْبُ مُحَمَّدٍوَكَذاكَ أَفضَلُ صَحْبِهِ العُمَرانِقُلْ خَيرَ قَوْلٍ في صَحابَةِ أَحمَدٍوامْدَحْ جَميعَ الآلِ وَالنِّسْوانِأكرِم بِفاطِمَةَ البَتولِ وَبَعْلِهاوَبِمَن هُما لِمُحَمَّدٍ سِبْطانِغُصْنانِ أَصْلُهُما بِرَوضَةِ أَحمَدٍلِلَّه دَرُّ الأَصْلِ وَالغُصْنانِ |
| —نونية ابن القيم |

#### ثوابت عن الصحابة
وهناك عدة ثوابت عند مذهب أهل السنة عن الصحابة، منها:
1. الصحابة كلهم عدول، لا يجوز تجريحهم ولا تعديل البعض منهم دون البعض.
2. الصحابة لم يذكرهم الله في القرآن إلا وأثنى عليهم وأجزل الأجر والمثوبة لهم، ولم يفرق بين فرد منهم وفرد ولا بين طائفة وطائفة.

وفيهم يقول النبي ﷺ: (خير القرون قرني، ثم الذين يلونهم، ثم الذين يلونهم).
﴿وَالسَّابِقُونَ الْأَوَّلُونَ مِنَ الْمُهَاجِرِينَ وَالْأَنْصَارِ وَالَّذِينَ اتَّبَعُوهُمْ بِإِحْسَانٍ رَضِيَ اللَّهُ عَنْهُمْ وَرَضُوا عَنْهُ وَأَعَدَّ لَهُمْ جَنَّاتٍ تَجْرِي تَحْتَهَا الْأَنْهَارُ خَالِدِينَ فِيهَا أَبَدًا ذَلِكَ الْفَوْزُ الْعَظِيمُ ۝١٠٠﴾ [التوبة:100].

#### عدالة الصحابة
| « والله ما رأيتُ ملكًا يعظّمه أصحابه ما يعظم أصحاب محمد محمدًا » |
| —عروة بن مسعود الثقفي                                        |

اتفق أهل السنة على أن جميع الصحابة عدول، وهذه الخصيصة للصحابة بأسرهم، ولا يسأل عن عدالة أحد منهم، بل ذلك أمر مفروغ منه، لكونهم على الإطلاق معدلين بتعديل الله لهم وإخباره عن طهارتهم، واختياره لهم بنصوص القرآن:
- ذكر القرآن: ﴿كُنْتُمْ خَيْرَ أُمَّةٍ أُخْرِجَتْ لِلنَّاسِ تَأْمُرُونَ بِالْمَعْرُوفِ وَتَنْهَوْنَ عَنِ الْمُنْكَرِ وَتُؤْمِنُونَ بِاللَّهِ وَلَوْ آمَنَ أَهْلُ الْكِتَابِ لَكَانَ خَيْرًا لَهُمْ مِنْهُمُ الْمُؤْمِنُونَ وَأَكْثَرُهُمُ الْفَاسِقُونَ ۝١١٠﴾ [آل عمران:110][35]، واتفق المفسرون السنة على أن الآية واردة في أصحاب النبي محمد ﷺ.
- وذكر القرآن كذلك: ﴿وَكَذَلِكَ جَعَلْنَاكُمْ أُمَّةً وَسَطًا لِتَكُونُوا شُهَدَاءَ عَلَى النَّاسِ وَيَكُونَ الرَّسُولُ عَلَيْكُمْ شَهِيدًا وَمَا جَعَلْنَا الْقِبْلَةَ الَّتِي كُنْتَ عَلَيْهَا إِلَّا لِنَعْلَمَ مَنْ يَتَّبِعُ الرَّسُولَ مِمَّنْ يَنْقَلِبُ عَلَى عَقِبَيْهِ وَإِنْ كَانَتْ لَكَبِيرَةً إِلَّا عَلَى الَّذِينَ هَدَى اللَّهُ وَمَا كَانَ اللَّهُ لِيُضِيعَ إِيمَانَكُمْ إِنَّ اللَّهَ بِالنَّاسِ لَرَءُوفٌ رَحِيمٌ ۝١٤٣﴾ [البقرة:143].[36]
- وذكر القرآن: ﴿مُحَمَّدٌ رَسُولُ اللَّهِ وَالَّذِينَ مَعَهُ أَشِدَّاءُ عَلَى الْكُفَّارِ رُحَمَاءُ بَيْنَهُمْ تَرَاهُمْ رُكَّعًا سُجَّدًا يَبْتَغُونَ فَضْلًا مِنَ اللَّهِ وَرِضْوَانًا سِيمَاهُمْ فِي وُجُوهِهِمْ مِنْ أَثَرِ السُّجُودِ ذَلِكَ مَثَلُهُمْ فِي التَّوْرَاةِ وَمَثَلُهُمْ فِي الْإِنْجِيلِ كَزَرْعٍ أَخْرَجَ شَطْأَهُ فَآزَرَهُ فَاسْتَغْلَظَ فَاسْتَوَى عَلَى سُوقِهِ يُعْجِبُ الزُّرَّاعَ لِيَغِيظَ بِهِمُ الْكُفَّارَ وَعَدَ اللَّهُ الَّذِينَ آمَنُوا وَعَمِلُوا الصَّالِحَاتِ مِنْهُمْ مَغْفِرَةً وَأَجْرًا عَظِيمًا ۝٢٩﴾ [الفتح:29].[26]

وفي نصوص الحديث الشاهدة بذلك كثيرة، منها:
- حديث أبي سعيد المتفق على صحته: أن رسول الله قال: «الله الله في أصحابي، لا تتخذوهم غرضا بعدي، فمن أحبهم فبحبي أحبهم، ومن أبغضهم فببغضي أبغضهم، ومن آذاهم فقد أذاني، ومن أذاني فقد أذى الله، ومن آذى الله فيوشك أن يأخذه».

فعلى أي حال قال ابن الصلاح: «ثم إن الأمة مجمعة على تعديل جميع الصحابة، ومن لابس الفتن منهم فكذلك، بإجماع العلماء الذين يعتد بهم في الإجماع، إحسانا للظن بهم، ونظرا إلى ما تمهد لهم من المآثر، وكأن الله  أتاح الإجماع على ذلك لكونهم نقلة الشريعة، وجميع ما ذكرنا يقتضي القطع بتعديلهم، ولا يحتاجون مع تعديل الله ورسوله لهم إلى تعديل أحد من الناس».
ونقل ابن حجر عن الخطيب في "الكفاية، أنه لو لم يرد من الله ورسوله فيهم شيء مما ذكرناه لأوجبت الحال التي كانوا عليها من الهجرة، والجهاد، ونصرة الإسلام، وبذل المهج والأموال، وقتل الآباء، والأبناء، والمناصحة في الدين، وقوة الإيمان واليقين: القطع بتعديلهم، والاعتقاد بنزاهتهم، وأنهم كافة أفضل من جميع الخالفين بعدهم والمعدلين الذين يجيئون من بعدهم.
ثم قال هذا مذهب كافة العلماء، ومن يعتمد قوله، وروى بسنده إلى أبي زرعة الرازي قال: «إذا رأيت الرجل ينتقص أحدا من أصحاب محمد ﷺ فاعلم أنه زنديق، ذلك أن الرسول حق، والقرآن حق، وما جاء به حق، وإنما أدى إلينا ذلك كله الصحابة، وهؤلاء يريدون أن يجرحوا شهودنا، ليبطلوا الكتاب والسنة، والجرح بهم أولى، وهم زنادقة».
| شموسٌ إذا جلسوا في الدُسوتبدورٌ إذا أظلم القَسْطَلُغيوثٌ إذا قَلّ قَطْر السماءليوثٌ إذا زَحَفَ الجَحْفَلُفكلهم سادةٌ للأنامولكنْ أبو بكرٍ الأفضلُوكلهم صحبوا المصطفىولكنْ أبو بكرٍ الأولُ |
| —محيي الدين الشهرزوري |

#### إنكار صحبة من ثبتت صحبته بنص القرآن
اتفق الفقهاء السنة على تكفير من أنكر صحبة أبي بكر للنبي محمد في الغار. واختلفوا في تكفير من لم تذكر صحبته بالقرآن (حيث لا يرد تكذيب آية من القرآن هنا) ممن أنكر صحبة غيره من الخلفاء الراشدين عند السنة، كعمر، وعثمان، وعلي، فنص الشافعية على أن من أنكر صحبة سائر الصحابة غير أبي بكر لا يكفر بهذا، وهو مفهوم مذهب المالكية، وهو مقتضى قول الحنفية، وقال الحنابلة: يكفر لتكذيبه ما صح عن النبي ولأنه يعرفها العام والخاص وانعقد الإجماع على ذلك فنافي صحبة أحدهم أو كلهم مكذب لمحمد.
عند المذهب السني سبُّ الصحابة أو واحد منهم فسق ومعصية وعلامة نفاق، لقول رسول الله: «لا تسبُّوا أصحابي»، ولقوله: «سباب المسلم فسوق»، والصحابة هم خير من أسلم وآمن فسبُّهم أشنع وصاحبه أفسق، هذا إن نسب إليهم ما لا يقدح في عدالتهم أو في دينهم بأن يصف بعضهم ببخل أو جبن أو قلة علم أو عدم الزهد ونحو ذلك، فلا يكفر باتفاق الفقهاء، ولكنه يعزَّر على فسوقه.
إنما يكفر بتكفير جميع الصحابة أو من ثبت إحسانهم فضلا عن إيمانهم كالخلفاء الأربعة أو العشرة المبشرين بالجنة أو أهل بدر أو أصحاب الشجرة من أهل بيعة الرضوان، وكل من نص النبي على فضله وإيمانه من المؤمنين لأن ذلك:
1. تكذيب لما نص عليه القرآن، والسنة.
2. ولأنه يلزم منه الطعن في صحته وصحة السنة حيث طعن في الذين نقلوهما إلينا فالقرآن منقول إلينا عن طريقهم وكذلك السنة.

وقد استنبط الإمام مالك حكم كفر من سبَّهم وأبغضهم من قول الله في آخر سورة الفتح ﴿يُعْجِبُ الزُّرَّاعَ لِيَغِيظَ بِهِمُ الْكُفَّارَ﴾ [الفتح:29] حيث قال: فمن غاظه أمر الصحابة فهو كافر.
قال ابن تيمية: (من زعم أن القرآن نقص منه آيات وكتمت، أو زعم أن له تأويلات باطنة تسقط الأعمال المشروعة، فلا خلاف في كفرهم.
ومن زعم أن الصحابة ارتدوا بعد رسول الله عليه الصلاة والسلام إلا نفراً قليلاً لا يبلغون بضعة عشر نفساً أو أنهم فسقوا عامتهم، فهذا لا ريب أيضاً في كفره لأنه مكذب لما نصه القرآن في غير موضع من الرضى عنهم والثناء عليهم. بل من يشك في كفر مثل هذا؟ فإن كفره متعين، فإن مضمون هذه المقالة أن نقلة الكتاب والسنة كفار أو فساق وأن هذه الآية التي هي: (كنتم خير أمة أخرجت للناس) وخيرها هو القرن الأول، كان عامتهم كفاراً، أو فساقاً، ومضمونها أن هذه الأمة شر الأمم، وأن سابقي هذه الأمة هم شرارها، وكفر هذا مما يعلم بالاضطرار من دين الإسلام)

### الصحابة في معتقد الشيعة
من حيث التعريف يرى الشيعة أن الصحبة لا تثبت إلا بطول الملازمة للنبي ﷺ على أنهم لم يحددوا أمدا معينا، ويفضل الشيعة استخدام مصطلح الأصحاب بدل الصحابة لعدم ورود مصطلح صحابي في الكتاب أو السنة وعدم وجود أصل له في اللغة العربية ولكن المصطلح يبقى مستخدما وإن كان بشكل أقل في أدبيات الشيعة.
والشيعة بشكل عام يتفاوتون في تقدير مكانة الصحابة، فمنهم المعتدل كالزيدية الذين يجلون الصحابة بشكل عام غير أنهم يرون تقديم علي بن ابي طالب على عثمان بن عفان وعلى من بعده من الصحابة، كما أنهم يجلون الخليفتين أبي بكر وعمر ويرون سابقتهم في الإسلام، والصنف الآخر من الشيعة هم الاثني عشرية وهم على النقيض تماماً، وكتب علمائهم تصرح بأن الصحابة ارتدوا بعد موت النبي ﷺ الا سبعة فقط،  ولديهم ما يعرف بالأركان الأربعة وهم أبو ذر الغفاري، وسلمان الفارسي، والمقداد بن عمرو، وعمار بن ياسر. ويستخدمون في تعبيراتهم عند الترضي عن الصحابة عبارة "المنتجبين" في إشارة منهم إلى عدم حصول الترضي لكافة الصحابة وإنما تشمل فقط المخلصين أو المختارين الذين وقفوا إلى جانب الإمام علي بن أبي طالب أو الذين أظهروا ولاءً قويًا لأهل البيت. ، ولا يرون لسواهم من الصحابة ما يدل على تزكيتهم كلهم بمجموعهم واستحقاقهم الجنة لا في الكتاب ولا في السنة فكل الآيات محددة مشروطة، ولا يستثنى أصحاب النبي ﷺ عن حكم الله الذي ينطبق على البشرية، فإن أحسنوا جزاهم الله بالحسنى وإن أساؤوا حاسبهم بذلك. ويعامل أصحاب الجرح والتعديل عند الشيعة أصحاب النبي ﷺ كغيرهم من المسلمين، فلا يعاملون ككل فمنهج الشيعة يقتضي بحث حال الصحابة فردا فردا للوقوف عند سيرهم وعدم تسليم الأمور على عواهنها من حيث تفاوت درجة تمسك من صحب النبي ﷺ بما أمر به، ابتداء ممن كان مؤمنا صادقا ممدوحا نهاية إلى من ثبت عليه أنه من أهل النار. فيتم القول بعدالة وموثوقية من يثبت عندهم صدقه من خلال التدقيق في سيرته ويتم جرح آخرين ثبت عند الشيعة سقوطهم روائيا لعلة قادحة في صدقهم وأمانتهم.
ويرى الشيعة أنه حتى يكون الصحابي محل تقدير عندهم ضرورة تمسكه بسيرة النبي وأخلاقه وموته على ذلك، ومن عاش منهم بعد النبي فلا بد له من الطاعة التامة ومناصرة علي والذي يعتقدون أنه وصي النبي الذي خصه الله تعالى بالولاية، كما يرفض غلاة الشيعة كل من ضاد عليا بأي شكل من الأشكال، بل لا يقبل من وقف موقف الحياد وتخاذل عن نصرته. ويقدر الشيعة عددا محدوداً من الصحابة لما يعتقدون أنهم نجحوا في استقامتهم واتباع أمر الرسول طيلة حياتهم، ومن أشهرهم:
| - عمار بن ياسر - سلمان الفارسي - خزيمة بن ثابت | - عمرو بن الحمق - إبراهيم أبو رافع | - أنس بن الحارث - سهل بن حنيف - أبو ذر الغفاري | - المقداد بن الأسود - سليمان بن صرد | - هاشم بن عتبة - البراء بن عازب |

ويؤكد ذلك ما روى الكليني حديثا عن حنان بن سدير عن أبيه عن أبي جعفر أنه قال: "كان الناس أهل ردة بعد النبي إلا ثلاثة. فقلت: ومن الثلاثة؟ فقال: المقداد بن الأسود وأبو ذر الغفاري وسلمان الفارسي، واختلفوا في عددهم فمنهم من زاد عن هذا العدد.
وخلاصة الأمر أن الصحابة عند الشيعة قسمان:
- صحابة مسلمون لاعترافهم بإمامة أمير المؤمنين علي بن أبي طالب: كـعمار بن ياسر وأبو ذر الغفاري وسلمان الفارسي وغيرهم.
- وصحابة مرتدون لأنهم ينكرون إمامة أمير المؤمنين علي بن أبي طالب.

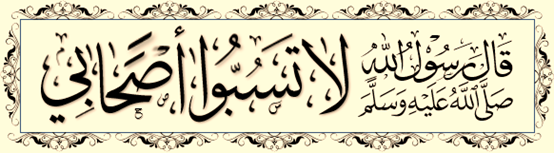
نهي النبي عن سب الصحابة رضي الله عنهم ، جزء من الحديث رقم (3673) من صحيح البخاري

## الصحابة عند غير المسلمين

### الغربيون
كتب الألماني كاتاني في كتابه «سنن الإسلام»:
وقال الفرنسي غوستاف ليبان في كتابه «حضارة العرب»:

### البهائيون
يعترف البهائيون في كتابهم الأساسي «كتاب الإيقان» بصحابة النبي.

## آخر من توفي من الصحابة
- وآخر من مات من الصحابة : أبو الطفيل عامر بن واثلة، توفي سنة 102 هـ وقيل 110 هـ.[52]
- آخر من مات من أهل العقبة: جابر بن عبد الله الأنصاري.[53]
- وآخر من مات من أهل بدر: أبو اليسر كعب بن عمرو.[54]
- وآخر من مات من العشرة المبشرين بالجنة ومن المهاجرين: سعد بن أبي وقاص.[55]
- وآخر من مات بمكة من الصحابة: عبد الله بن عمر بن الخطاب.[54]
- وآخر من مات بالمدينة المنورة: سهل بن سعد.[54]
- وآخر من مات بالكوفة: عبد الله بن أبي أوفى.[54]
- وآخر من مات بالبصرة: أنس بن مالك.[54]
- وآخر من مات بمصر: عبد الله بن الحارث بن جزء.[54]
- وآخر من مات ببلاد الشام: عبد الله بن بسر.[54]
- وآخر من مات بخراسان: بريدة بن الحصيب.[54]

## كتب عن الصحابة
- كتاب الطبقات الكبير : محمد بن سعد البغدادي المتوفى 230هـ/845م.
- فضائل الصحابة : أحمد بن حنبل المتوفى 241هـ/855م.
- الاستيعاب في معرفة الأصحاب : ابن عبد البر المتوفى 463هـ/1071م.
- أسد الغابة في معرفة الصحابة : ابن الأثير الجزري المتوفى 630هـ/1233م.
- الإصابة في تمييز الصحابة : ابن حجر العسقلاني المتوفى 852هـ/1449م.
- سير أعلام النبلاء : الذهبي (٦٧٣ هـ - ٧٤٨ هـ).
- المواهب اللدنية بالمنح المحمدية : شهاب الدين القسطلاني المتوفى 923هـ/1517م.
- صور من حياة الصحابة : عبد الرحمن رأفت الباشا المتوفى 1406هـ/1986م.
- رجال حول الرسول : خالد محمد خالد المتوفى 1416هـ/1996م.
- المقامات العلية في كرامات الصحابة الجلية : ابن سيد الناس (٦٧١هـ - ٧٣٤هـ)

## وصلات خارجية
- من هم المهاجرون والأنصار؟ - موقع الإسلام، سؤال وجواب.